# 유대-기독교
유대 기독교(Judeo-Christian)라는 용어는 유대교로부터 나온 기독교와 관련하여 토라를 공통적으로 사용하고 서양 문화속에 있는 공통의 가치관을 함께 공유하는 유대교이면서 동시에 기독교 공동체를 말한다.
원래 이용어는 20세기 중반 미국에서 인간생명의 존엄성과 같은 유대 기독교 윤리의 원리들과 관련하여 전통적인 가족의 가치를 지지하고 아브라함 언약을 고수하는 흐름에서 퍼지게되었다.
신학적 예배적 관점보다는 윤리적 면에서 유대 기독교 가치의 개념은 1939년 조지 오웰에 의해서 사용되었다. 그것은 1940년 이후에 미국시민종교의 한 부분이 되었다.
이 용어와 관련하여 "아브라함의 종교는 유대교와 기독교뿐만 아니라 바하이 신앙, 이슬람교, 드루즈교 등이 포함된다.

## 같이 보기
- 아브라함의 종교
- 메시아는 유대교

## 추가 자료
- Bobrick, Benson. Wide as the Waters : The Story of the English Bible and the Revolution It Inspired. Simon & Schuster 2001. ISBN 06848474770684847477
- Paula Fredriksen. From Jesus to Christ: The Origins of the New Testament Images of Christ, Yale University Press, ISBN 978-0300084573978-0300084573
- Hexter, J. H. The Judaeo-Christian Tradition (Second Edition). Yale University Press, 1995; ISBN 978-0300045727978-0300045727
- McGrath, Alister. In the Beginning: The Story of the King James Bible and How It Changed a Nation, a Language, and a Culture. Anchor Books, 2002. ISBN 03857221680385722168.